# Миттлайдер, Джекоб
Дже́коб Миттла́йдер (англ. Jacob R. Mittleider, 23 апреля 1918 года, США — 28 мая 2006, Редлендс, Калифорния, США) — американский овощевод, консультант и эксперт по земледелию. Доктор сельскохозяйственных наук.
Джекоб Миттлайдер внёс значительный вклад в теорию и практику минерального питания овощных культур. Джекоб Миттлайдер сформулировал свой метод выращивания растений, когда руководил программой обучения «овощеводство для небольших семейных садов» в 27 различных странах мира. Миттлайдер занимался промышленным производством рассады в питомнике в Южной Калифорнии. Джекоб Миттлайдер разработал коммерческие методы выращивания, упаковки и доставки по воздуху живых растений для продажи. Джекоб Миттлайдер более 17 лет занимался цветоводством. Им были выведены 5 сортов гвоздик, на которые он получил авторские свидетельства. Джекоб Миттлайдер разработал уникальную конструкцию теплицы, которая получила название «Теплица доктора Митлайдера», «Миттлайдеровская теплица» или «Теплица по Миттлайдеру».
Скончался от серии инсультов, в возрасте 88 лет.

## Теплица Миттлайдера
Особенности теплицы Миттлайдера:

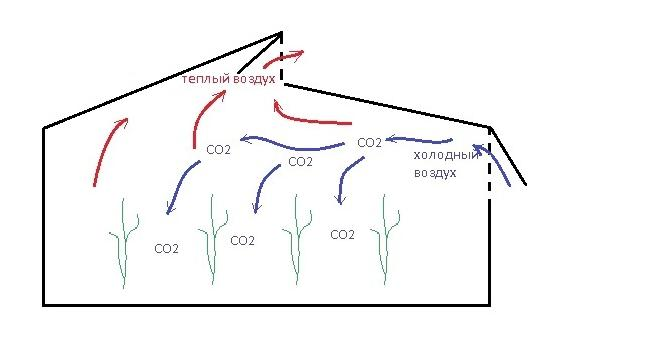
Организация вентиляции в миттлайдеровской теплице

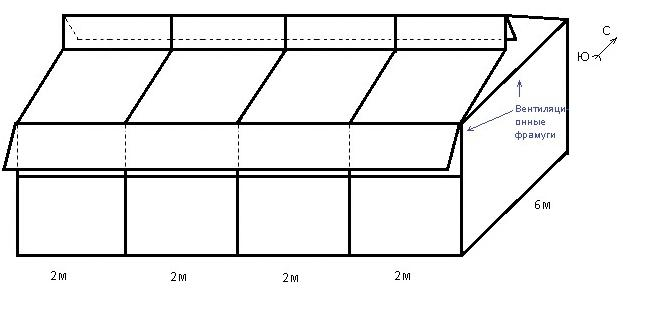
Принципиальная схема конструкции миттлайдеровской теплицы. Организация вентиляционных фрамуг теплицы доктора Митлайдера

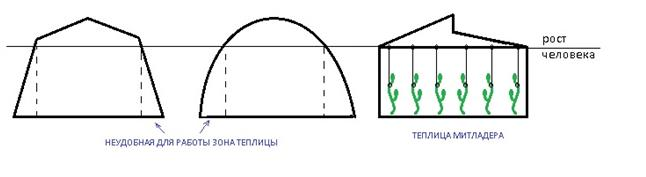
Сравнение миттлайдеровской теплицы с традиционными конструкциями теплиц

1. Прочность каркаса. Конструкция теплицы предполагает противодействие высоким ветровым и снеговым нагрузкам, что достигается установкой балок через каждые 2 метра и установкой раскосов в угловых соединениях балок и стоек. Теплица очень прочная и может противостоять высоким снеговым и ветровым нагрузкам. «Одна [теплица], которую мы использовали в Гетке, Армения, пережила несколько сильных дождей с градом, один из которых был очень сильным, без каких-либо следов разрушения. Ещё у одной, которую мы строили на Мадагаскаре, повредилась плёнка после третьего удара тайфуна, но каркас остался цел».
2. Теплица, хотя и не является «переносной», может быть разобрана и перевезена, при условии, что для сборки используются шурупы или болтовые соединения, а не гвозди.
3. В теплице Миттлайдера растения не перегреваются даже при высоких температурах без дополнительных затрат и оборудования (вентиляторы, электрическая энергия). Это достигается особой конструкцией вентиляционной фрамуги возле крыши во всю длину стен, а также большим объёмом теплицы.
4. Ориентация по сторонам света не позволяет более холодному северному ветру проникать в теплицу, так как фрамуги расположены на южной стороне.
5. Растения, выращиваемые в теплице Миттлайдера, не испытывают углеродного голодания благодаря рациональному вентиляционному устройству, которое, не создавая сквозняков, доставляет к растениям углекислый газ — главный элемент питания растений. При этом нет необходимости в установке дополнительного оборудования: дозаторов, баллонов с углекислым газом и вентиляторов.
6. Большой объём сооружения создает устойчивый микроклимат внутри теплицы (ширина 6 м, высота 2,7 м, длина 12 м), уберегающий от избыточной влажности в дождливую погоду и от резких температурных колебаний в переменчивую погоду.
7. Вентиляция препятствует образованию конденсата, который очень губителен для растений, особенно в период плодоношения.
8. Удобство для работы в теплицах Миттлайдера достигается за счёт того, что поперечные балки расположены выше среднего роста человека и боковые стенки стоят вертикально, а не под углом. Прочные поперечные балки позволяют очень просто организовать подвязки для растений на высоту 2 м и выше для огурцов, томатов, перцев и т. д.
Теплица доктора Миттлайдера проста в эксплуатации, удобна для работы в ней, помогает создать комфортные условия для растений даже в летнюю жару, когда традиционные теплицы не способны противостоять высокой температуре и летнему зною.

## Публикации
Митлайдер имеет более 11 патентов США. Доктор Миттлайдер является автором восьми книг, пять из которых переведены на русский язык.
- «Пища для всех и для каждого» — «Food For Everyone»,
- «Больше овощей с вашего огорода» — «More Food from Your Garden»,
- «Овощеводство в ящиках-грядах по Миттлайдеру» — «Grow-Bed Gardening»,
- «Здоровые Овощи» («Садовый доктор») — «Garden Doctor»,
- «Курс овощеводства по Митлайдеру» — «The Mittleider Gardening Course»